# Chlamydomonadaceae
Chlamydomonadaceae là một họ tảo trong bộ Chlamydomonadales.

## Phân loại
Họ này gồm các chi:
- Brachiomonas Bohlin, 1897
- Carteria Diesing, 1866
- Chlainomonas H. R. Christen, 1959
- Chlamydomonas Ehrenberg, 1835
- Chlamydonephris H. and O. Ettl, 1959
- Chlorangium Ehrenberg, 1830
- Chlorogonium Ehrenberg, 1835
- Cyanidium L. Geitler, 1933
- Fortiella Pascher, 1927
- Glenomonas
- Gloeomonas Klebs, 1886
- Hyalogonium
- Lobomonas P. A. Dangeard, 1899
- Polytoma Ehrenberg, 1831
- Pyramichlamys H. Ettl and O. Ettl, 1959
- Scourfieldia G. S. West, 1912
- Smithsonimonas Kol.
- Sphaerellopsis Korschikoff, 1925
- Sphenochloris
- Spirogonium Pascher, 1927

## Phân bố
Các loài trong họ này sống trong môi trường biển.